# Chloroclystis julia
Chloroclystis julia là một loài bướm đêm trong họ Geometridae.